# Жоломій Володимир Степанович
Жоломій Володимир Степанович (Псевдо:«Невіль», «Яструб»; 1918, с. Трійця, Радехівський район, Львівська область — 22 листопада 1949, с. Панькова, Бродівський район, Львівська область) — український військовик, лицар Бронзового хреста бойової заслуги УПА.

## Життєпис
Освіта — 4 класи народної школи.
Член ОУН. У 1940 році призваний до Червоної армії і в 1941 р. на початку німецько-радянської війни потрапив у полон. Зголосився на службу до Німецької армії. У 1944 р. під час відпустки повернувся додому, де й залишився.
Учасник збройного підпілля ОУН із весни 1945 р. Стрілець СКВ (весна 1945 — весна 1946), бойовик ВПЖ (весна 1946), а відтак дальше стрілець СКВ (весна 1946—1949), бойовик референта СБ Лопатинського районного проводу ОУН (1949).
Загинув, наскочивши на засідку військово-чекістської групи Бродівського РВ МДБ. Будучи тяжко пораненим застрелився, щоб живим не потрапити в руки ворога. Тіло забране облавниками до Лопатина. Місце поховання невідоме. Стрілець УПА (?).

## Нагороди
- Згідно з Наказом військового штабу воєнної округи 2 «Буг» ч. 2/49 від 30.11.1949 р. стрілець самооборонного кущового відділу Володимир Жоломій — «Невіль» нагороджений Бронзовим хрестом бойової заслуги УПА.

## Вшанування пам'яті
- 27.02.2018 р. від імені Координаційної ради з вшанування пам'яті нагороджених Лицарів ОУН і УПА у м. Радехів Львівської обл. Бронзовий хрест бойової заслуги УПА (№ 056) переданий тефанії Боднарчук, двоюрідній сестрі Володимира Жоломія — «Невіля».